# Skedvi kyrkby
Skedvi kyrkby – miejscowość (tätort) w Szwecji, w regionie administracyjnym (län) Dalarna, w gminie Säter.
Według danych Szwedzkiego Urzędu Statystycznego liczba ludności wyniosła: 407 (31 grudnia 2015), 424 (31 grudnia 2018) i 423 (31 grudnia 2019).